# Poiroux
Poiroux é uma comuna francesa na região administrativa da Pays de la Loire, no departamento de Vendéia. Estende-se por uma área de 25,38 km². Em 2010 a comuna tinha 1 134 habitantes (densidade: 44,7 hab./km²).